# Sahar al-Haidari
Sahar Husain Ali al-Haidari (arabisch سحر حسين الحيدري, DMG Saḥar Ḥusayn al-Ḥaydariyy; * 15. Juli 1962 in Bagdad; † 7. Juni 2007 in Mosul; auch al-Haideri geschrieben) war eine irakische Journalistin.

## Leben
Sahar al-Haidari studierte Verwaltungswissenschaft und Journalismus an der Universität Bagdad und schloss das Studium mit einem Bachelor ab. In den 1980er Jahren zog sie nach Mosul, von wo aus sie für irakische Zeitungen und das Institute for War and Peace Reporting (London) berichtete.
Sie gehörte der schiitischen Konfession an und war verheiratet mit dem Sunniten Haitham an-Naqib. Das Paar hatte vier Töchter.
Sahar al-Haidari gehörte zu den ersten irakischen Journalisten, die über den wachsenden Einfluss radikaler Islamisten schrieb. Sie berichtete ab 2004 für die unabhängige irakische Nachrichtenagentur Aswat al-Iraq. Bereits im Jahr 2005 wurde sie entführt und kam durch Zufall wieder frei. 2006 wurde sie angeschossen und floh mit ihrer Familie zwischenzeitlich nach Syrien. Nach mehreren Todesdrohungen wurde sie im Juni 2007 im Alter von 44 Jahren vor ihrem Haus im Norden Mosuls von Unbekannten erschossen. Die Verantwortung für den Anschlag übernahmen die Ansar as-Sunna.